# Перевёрнутый класс
Перевёрнутый класс (англ.  flipped classroom) — принцип обучения, по которому основное усвоение нового материала учащимися происходит дома, а время аудиторной работы выделяется на выполнение заданий, упражнений, проведение лабораторных и практических исследований, индивидуальные консультации учителя. Принцип был предложен в 2007 году в Вудландской школе в штате Колорадо (США) двумя учителями естественных наук — Джонатаном Бергманом и Аароном Самсу. Они начали создавать короткие видеоподкасты с материалами лекций, которые ученики должны смотреть дома. Уроки же посвящались лабораторным работам, а также ответам на вопросы от учеников. Часть концепции «Образование 3.0».

## Преимущества метода
- Ученик получает знания тогда, когда ему удобно, а не только при условии появления на уроке. Это может быть и видео, загруженное на смартфон или планшет, и аудиолекция, загруженная на плеер.
- Ученик усваивает материал в своём темпе, может посмотреть видео или прослушать аудио столько раз, сколько считает нужным, сделать паузу для конспекта или просто восприятия новой информации.
- Формат индивидуальных консультаций с учителем помогает детям избавиться от фрустрации и страха не понять новый материал. А также помогает учителю видеть прогресс и уровень понимания каждого отдельного ученика.
- На уроках время не тратится на изложение нового материала, благодаря чему создается больше возможностей для применения знаний.
- Методика не требует специальных дорогостоящих технических устройств. Для реализации работы в рамках «перевернутого класса» может потребоваться звукозаписывающее устройство (диктофон, микрофон), камера или веб-камера, компьютер со стандартным программным обеспечением.
- Учащиеся могут использовать большее количество дополнительных источников при самостоятельной подготовке дома: интернет, домашние книги, словари и т. д.